# Buhi (Camarines Sur)
Pour les articles homonymes, voir Buhi.
Buhi est une municipalité de la province de Camarines Sur, aux Philippines.